# Plesiophrictus milleti
Plesiophrictus milleti är en spindelart som först beskrevs av Pocock 1900.  Plesiophrictus milleti ingår i släktet Plesiophrictus och familjen fågelspindlar. Inga underarter finns listade i Catalogue of Life.